# Brännbergsmyrtjärnarna (södra)
Brännbergsmyrtjärnarna är en sjö i Arvidsjaurs kommun i Lappland och ingår i Skellefteälvens huvudavrinningsområde. Sjön har en area på 0,0394 kvadratkilometer och ligger 457 meter över havet.

## Delavrinningsområde
Brännbergsmyrtjärnarna ingår i det delavrinningsområde (726281-165059) som SMHI kallar för Ovan Brunmyrbäcken. Medelhöjden är 453 meter över havet och ytan är 11,5 kvadratkilometer. Räknas de 2 avrinningsområdena uppströms in blir den ackumulerade arean 33,26 kvadratkilometer. Gallakbäcken som avvattnar avrinningsområdet har biflödesordning 3, vilket innebär att vattnet flödar genom totalt 3 vattendrag innan det når havet efter 148 kilometer. Avrinningsområdet består mestadels av skog (60 procent) och sankmarker (37 procent). Avrinningsområdet har 0,1 kvadratkilometer vattenytor vilket ger det en sjöprocent på 0,8 procent.